# Ward (deelgebied)

Een kaart van Kaapstad met al zijn wards

Een ward (spreek uit: [wɔ:rd]) is een aanduiding van een geografisch deelgebied en komt overeen met een kiesdistrict. Een ward wordt gebruikt in de lokale politiek, onder andere in het Verenigd Koninkrijk, in Ierland, Canada, Nepal, Australië en Nieuw-Zeeland.
Wards zijn meestal genoemd naar een nederzetting of een kenmerkend geografisch punt in de omgeving. In de Verenigde Staten worden wards in steden vaak genummerd. In Vietnam worden dit soort stadsdelen phườngs genoemd. 